# Umtanum Ridge Water Gap

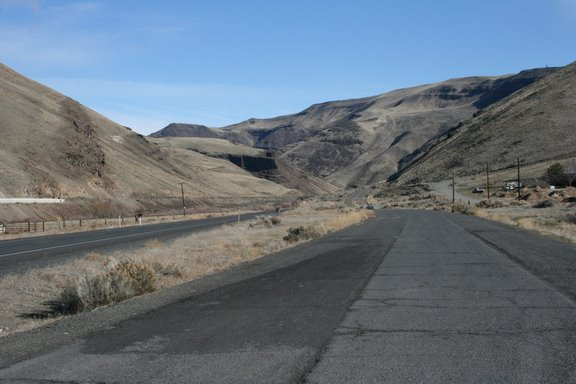
Der Yakima River beim Austritt aus dem Yakima River Canyon

Die Umtanum Ridge Water Gap (englisch gap = Lücke, Spalt) ist eine geologische Besonderheit im zentralen Teil des US-Bundesstaates Washington. Sie wurde 1980 als National Natural Landmark ausgewiesen.
Die Umtanum Ridge Water Gap ist ein Durchbruchstal des Yakima River durch die Manastash Ridge und die Umtanum Ridge, zweier antiklinaler Bergkämme des Yakima Fold Belt nahe dem Westrand des Columbia River Plateau. Die National Natural Landmark ist durch eine Serie steilwandiger Bergkämme in der Columbia River Basalt Group charakterisiert, welche vom Yakima River mittig durchschnitten werden. Sie wird auch Yakima River Canyon genannt und befindet sich zwischen den Städten Ellensburg und Yakima. Die Washington State Route 821, ursprünglich die Hauptverbindung zwischen  Ellensburg und Yakima, führt parallel zum Fluss durch den Canyon.

## Geologie
Die großen Basalt-Ströme des Columbia Basin und der Ellensburg-Formation, an einigen Stellen bis zu mehr als 17.000 ft (ca. 5.200 m) mächtig, wurden zu Bergkämmen (Antiklinalen) und Tälern (Synklinalen) gefaltet, die grob in Ost-West-Richtung verlaufen, da sie Ergebnis einer nord- bzw. südwärts gerichteten Kompression sind. Auf dem Weg zu seiner Mündung in den Columbia River durchschneidet der Yakima River vom Kittitas Valley aus südwärts zum Yakima Valley die vier Hauptkämme, die aus dieser Kompression entstanden: die Manastash Ridge, die Umtanum Ridge, die Yakima Ridge und die Ahtanum Ridge.
Der höchste Kamm, den der Yakima durchbricht, die Umtanum Ridge, erhebt sich bis zu 983 Meter innerhalb eines Kilometers vom Fluss entfernt, welcher an seinem nächstliegenden Punkt auf etwa 470 Metern Höhe liegt. Dieses ungewöhnliche Verhalten (ein Durchbruchstal zu bilden, statt um die Erhebung herumzufließen) ist ein Beispiel für geologische Präzedenz. Es wird angenommen, dass der urzeitliche Yakima schon existierte und durch die relativ ebenen Basaltschichten südwärts floss. Als die Schichten gestaucht wurden, hoben sich die Antiklinalen nur langsam. Der Fluss fuhr fort, seinem historischen Verlauf zu folgen und grub sich durch die sich hebenden Basalte, so dass er auf einem Niveau verblieb. Diese Ansicht wird durch die Mäander des heutigen Yakima gestützt; der mäandrierende Fluss gräbt sich langsam in das sich hebende Gestein.

## Koordinaten
| Bergkamm                                                                         | Koordinaten           |
| -------------------------------------------------------------------------------- | --------------------- |
| Manastash Ridge                                                                  | 46° 51′ N, 120° 23′ W |
| Umtanum Ridge am Punkt der Spaltung in einen nördlichen und einen südlichen Kamm | 46° 51′ N, 120° 33′ W |
| Umtanum Water Gap im Yakima Canyon                                               | 46° 49′ N, 120° 27′ W |

## Galerie

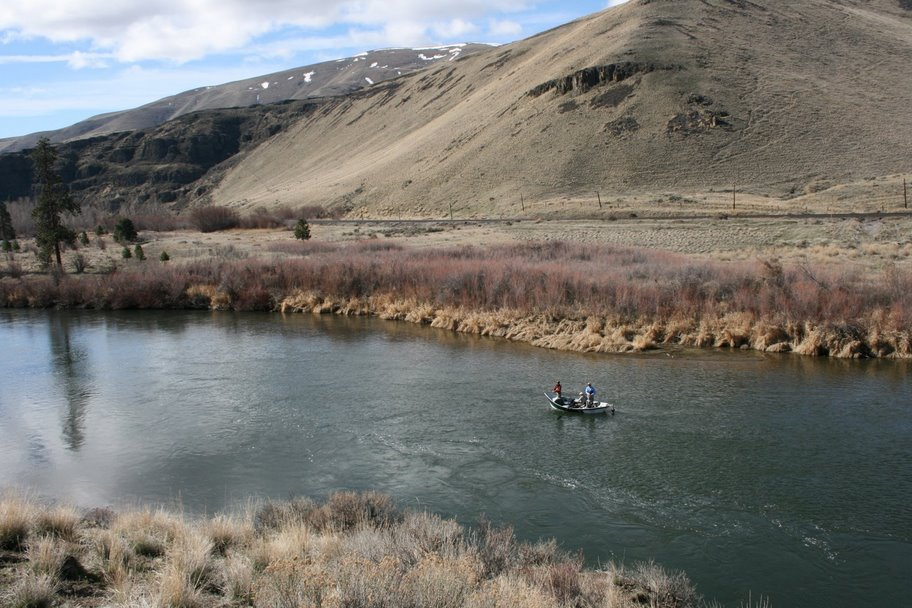
Fliegenfischen vom Angelkahn auf dem Yakima River im Yakima River Canyon
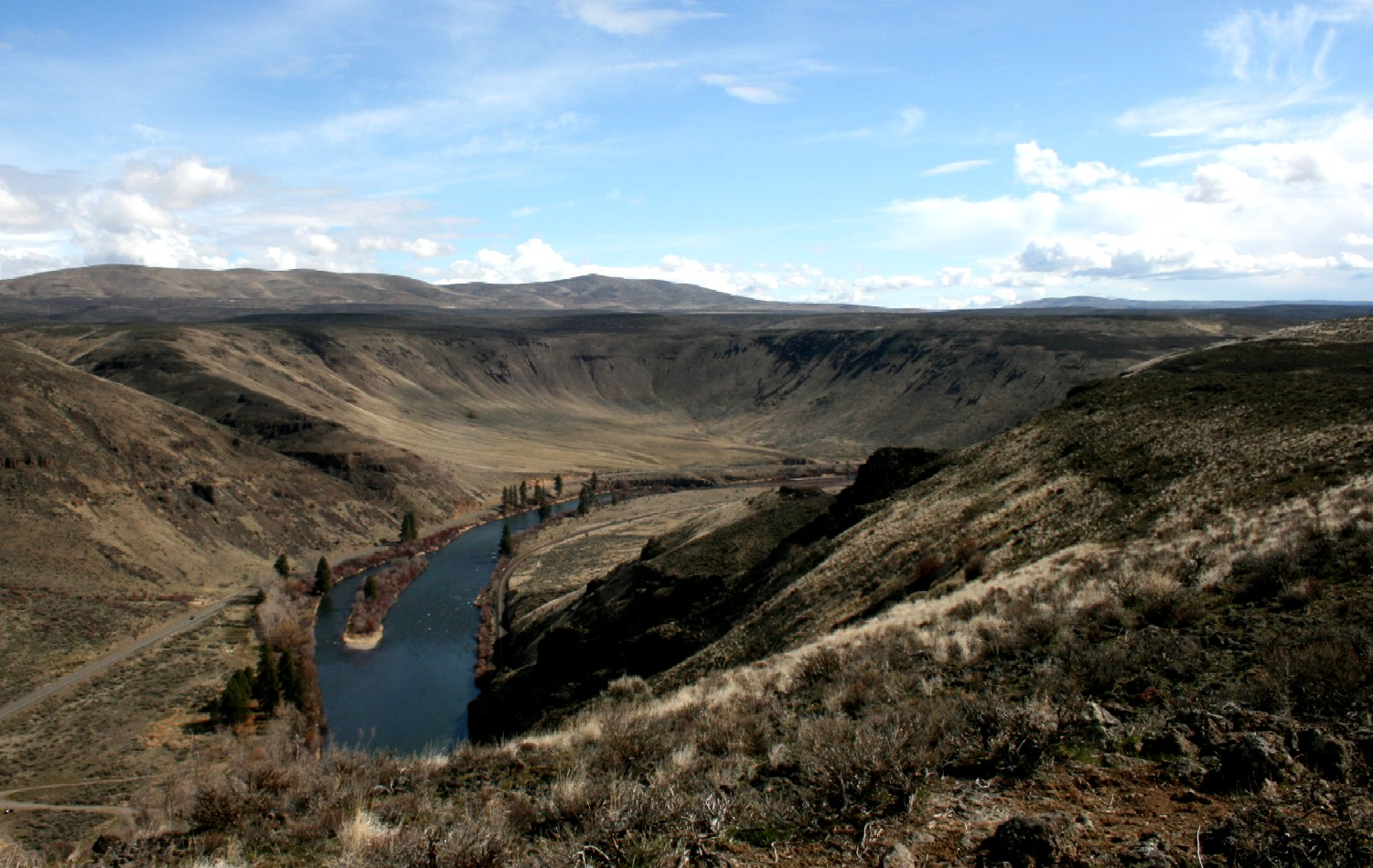
Blick südwärts von der Umtanum Ridge in den Yakima Canyon
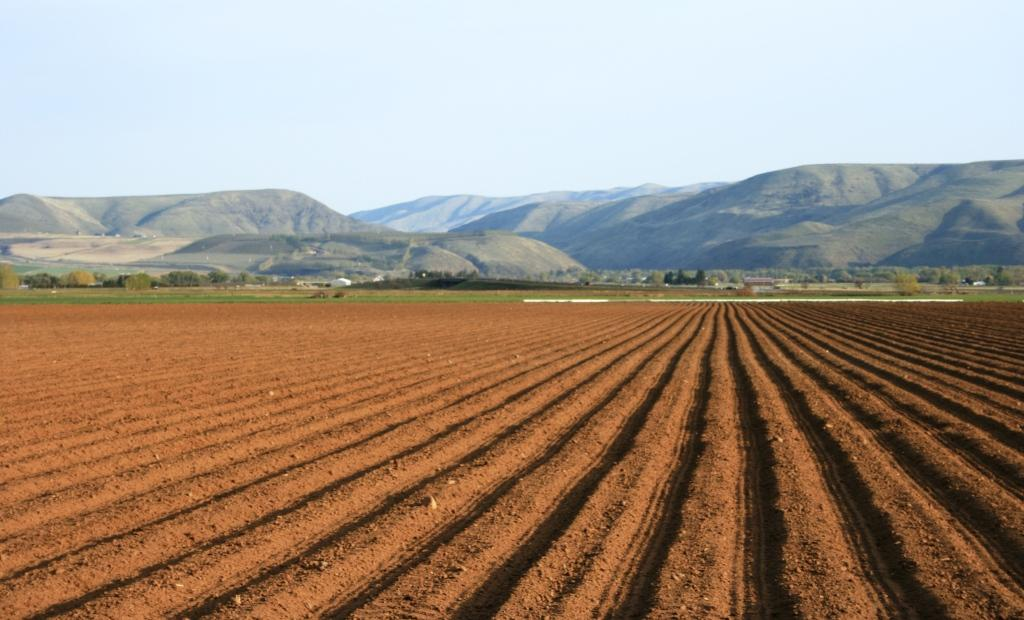
Blick von Norden nahe Ellensburg zum Yakima Canyon.